# VG-1.8
La antigua Vía de Alta Capacidad Polígono industrial de Tambre-Romaño era una vía para automóviles de la Junta de Galicia, originalmente como Variante de Aradas, que transcurre entre el polígono industrial de Tambre y Romaño, diseñada como una carretera limitada a 90 km/h para ser una vía de corta distancia y de poca Intensidad media diaria (IMD). No cumplen los estándares de doble calzada (autovía), ni esta previstada para la duplicación de esta dicha vía. La longitud de este tramo es de 1,57 kilómetros.
Fue inaugurado en 2019 como variante de Aradas para descongestionar el tráfico del polígono industrial de Tambre a través de la carretera N-550 y el SC-20. En 2023, por el cambio de la titularidad de la red de carreteras de la Junta de Galicia pasa a ser la carretera convencional de la red primaria básica complementaria con la nueva denominación AC-456.

## Tramos

### Tramo originalVG-1.8
| Denominación | Tramo                                          | Kilómetros | Año servicio |
| ------------ | ---------------------------------------------- | ---------- | ------------ |
| VG-1.8       | Polígono industrial de Tambre - DP-0701 Romaño | 1,6        | 2019         |

### Conversión enAC-456
| Denominación | Tramo                                          | Kilómetros | Año conversión |
| ------------ | ---------------------------------------------- | ---------- | -------------- |
| AC-456       | Polígono industrial de Tambre - DP-0701 Romaño | 1,6        | 2023           |